# 清棲家
清棲家（きよすけ）は、伏見宮邦家親王の第15王子で臣籍降下した清棲家教が創設した華族の伯爵家。

## 歴史
伏見宮邦家親王の第15王子である家教は慶応2年（1866年）に京都・仏光寺住職家に養子に入り、明治5年（1872年）に華族に列した際に渋谷を同家の姓とし、明治12年に仏光寺派管長となったが、明治21年（1888年）には還俗のうえ一旦生家の伏見宮家に戻った。
同年6月28日に家教は改めて臣籍降下して清棲家を創家して華族の伯爵に列せられた。その後、家教は、山梨県、茨城県、和歌山県の知事などを歴任し、宮中顧問官にも任用され、貴族院議員も務めた。
家教の跡は真田伯爵家の出身で伏見宮博恭王の第二王女と結婚した幸保が養子に入って相続。彼は宇都宮大学教授などを務めた。彼の代に清棲伯爵家の住居は東京市渋谷区青葉町にあった。